# Cannet (Gers)
Pour les articles homonymes, voir Cannet et Canet.
Cannet (Canet en gascon) est une ancienne commune française située dans le département du Gers, en région Occitanie. Le 1er janvier 2019, elle devient une commune déléguée de Riscle.

## Géographie

### Localisation
Cannet est une commune située en Gascogne entre Riscle et Castelnau-Rivière-Basse (Hautes-Pyrénées) dans le vignoble de Madiran. Elle est limitrophe du département des Hautes-Pyrénées.

### Communes limitrophes
|                   | Riscle                        | Cahuzac-sur-Adour |
| Maumusson-Laguian | Cannet                        | Goux              |
|                   | Saint-Lanne (Hautes-Pyrénées) |                   |

### Géologie et relief
Cannet se situe en zone de sismicité 2 (sismicité faible).

### Hydrographie
Les terres de la commune sont arrosées par l'Arrioutor, un affluent gauche de l'Adour, et par son tributaire droit, le Boscassé.

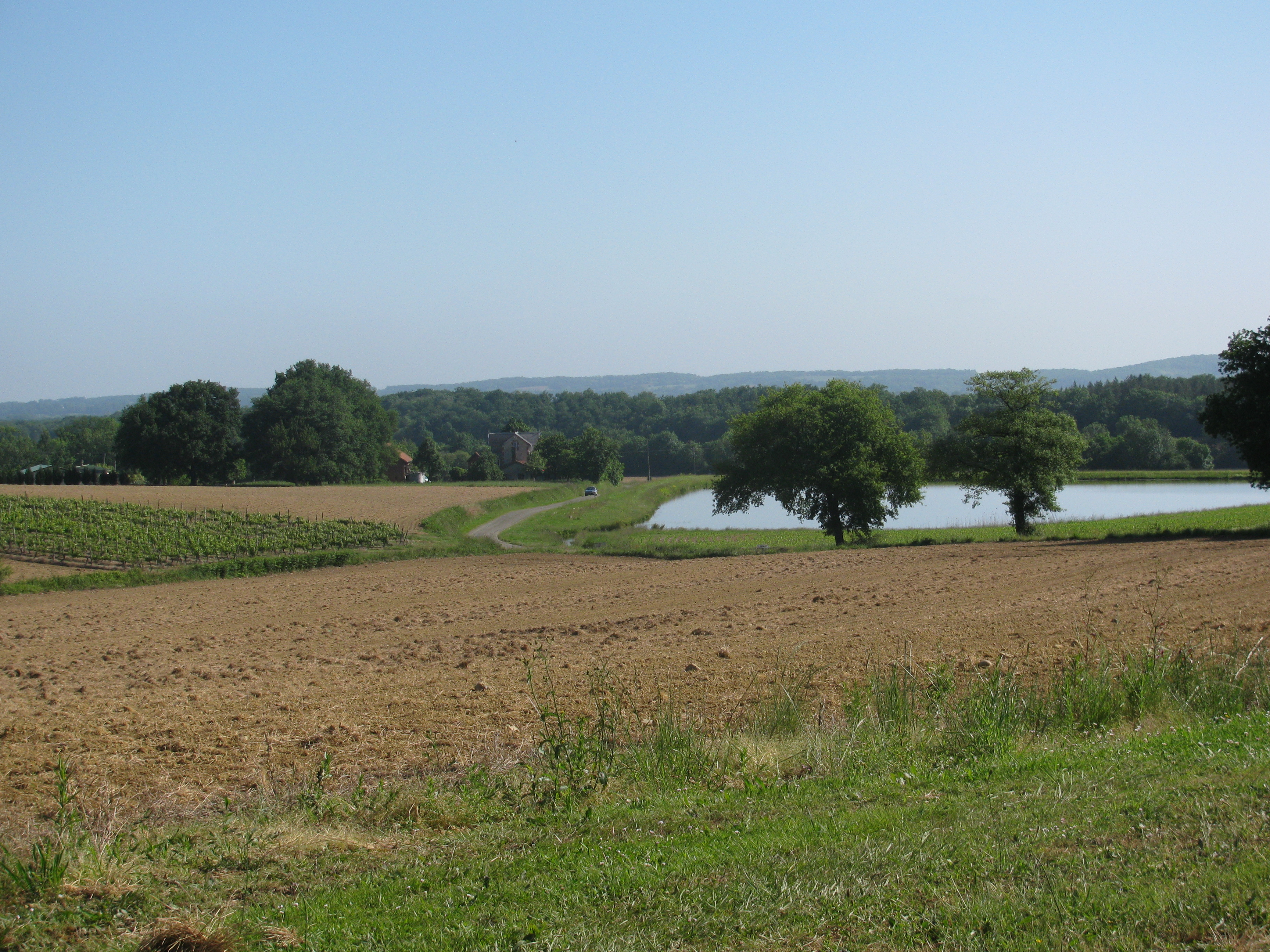
Un étang à Cannet.

### Voies de communication et transports

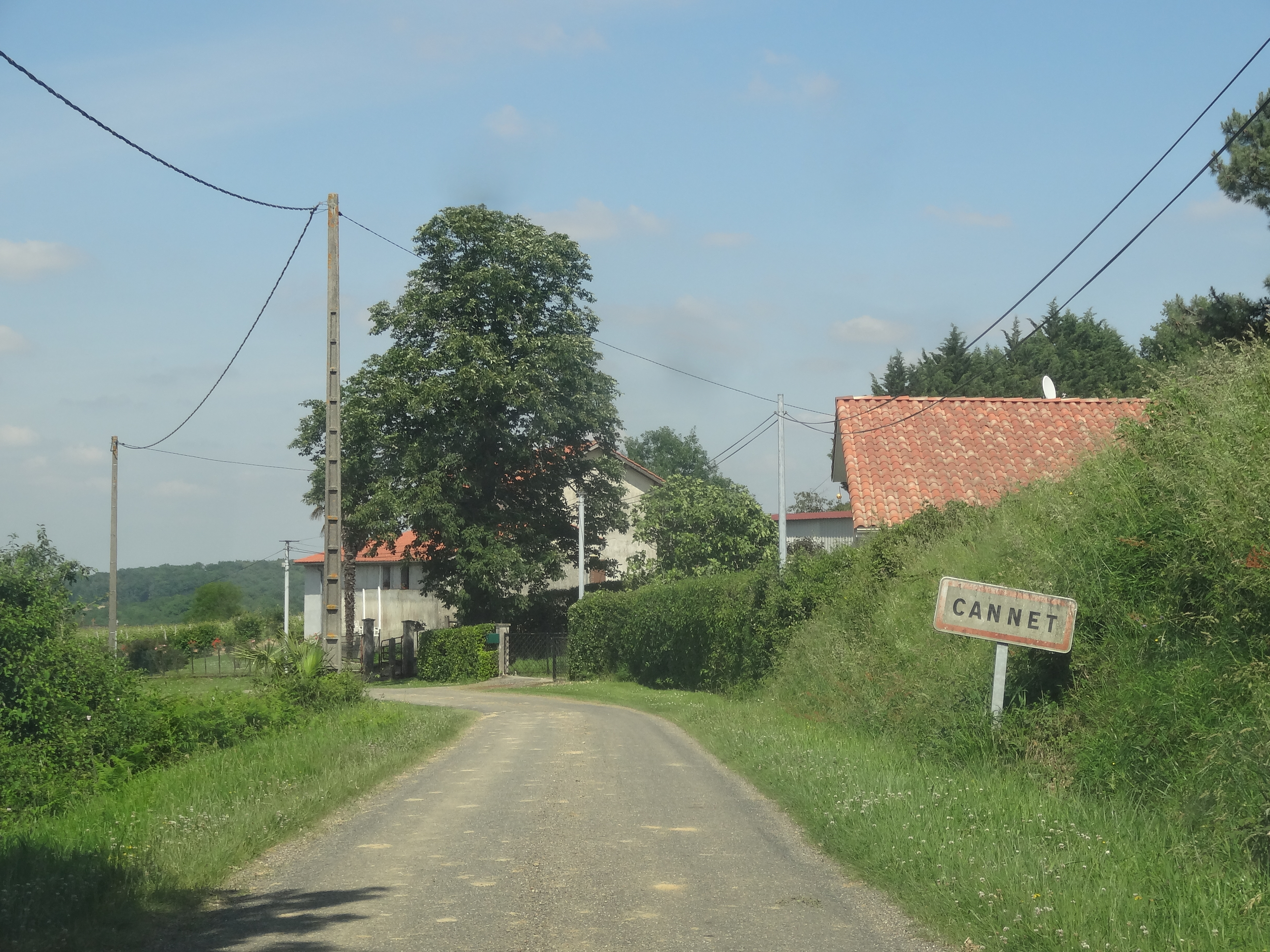
Entrée sud-ouest.

## Histoire
Le 1er janvier 2019, Cannet est rattachée comme commune déléguée avec la commune de Riscle à la suite d'un arrêté préfectoral du 19 décembre 2018.

### Manifestations culturelles et festivités

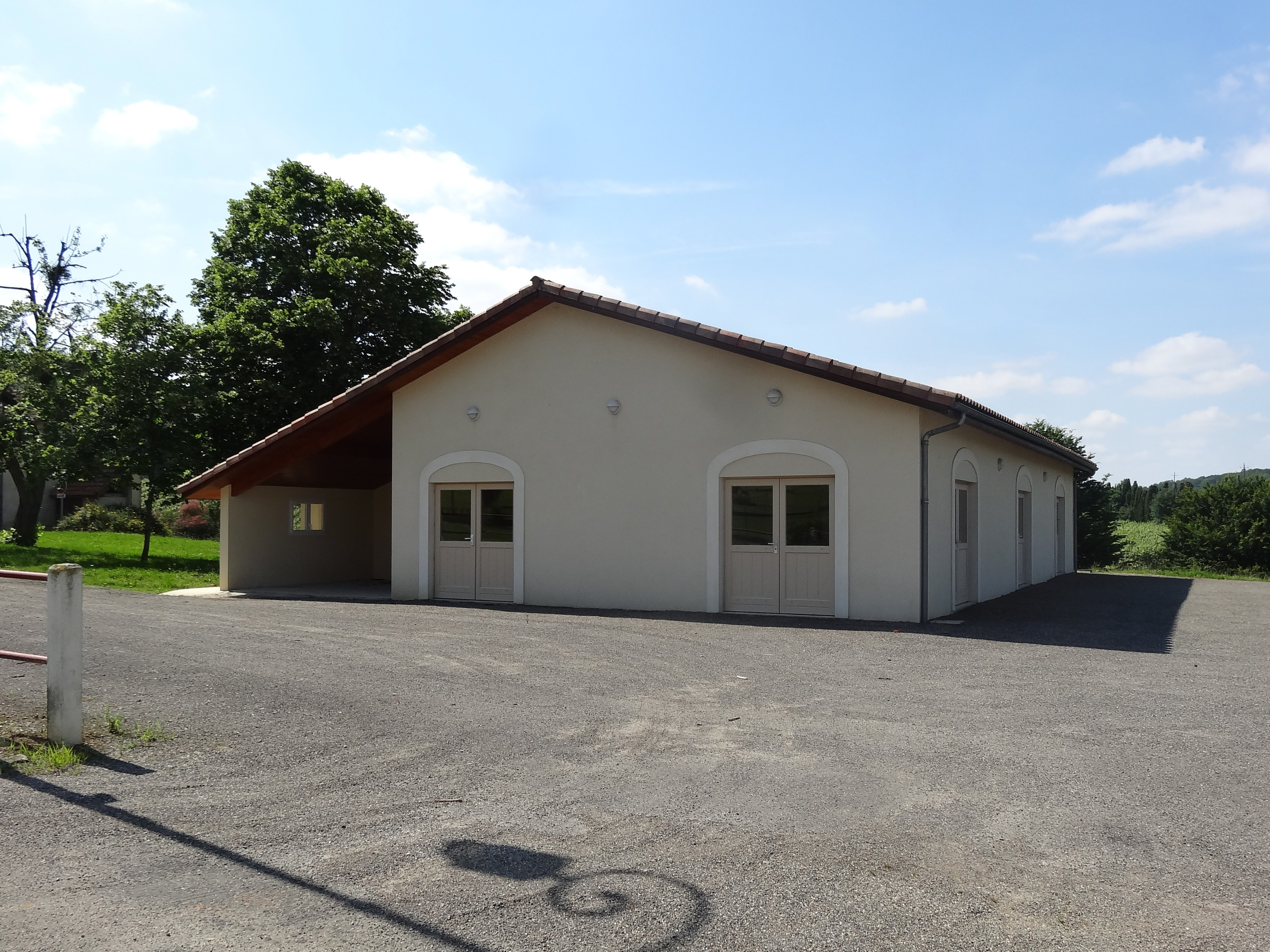
La salle des fêtes.

## Politique et administration

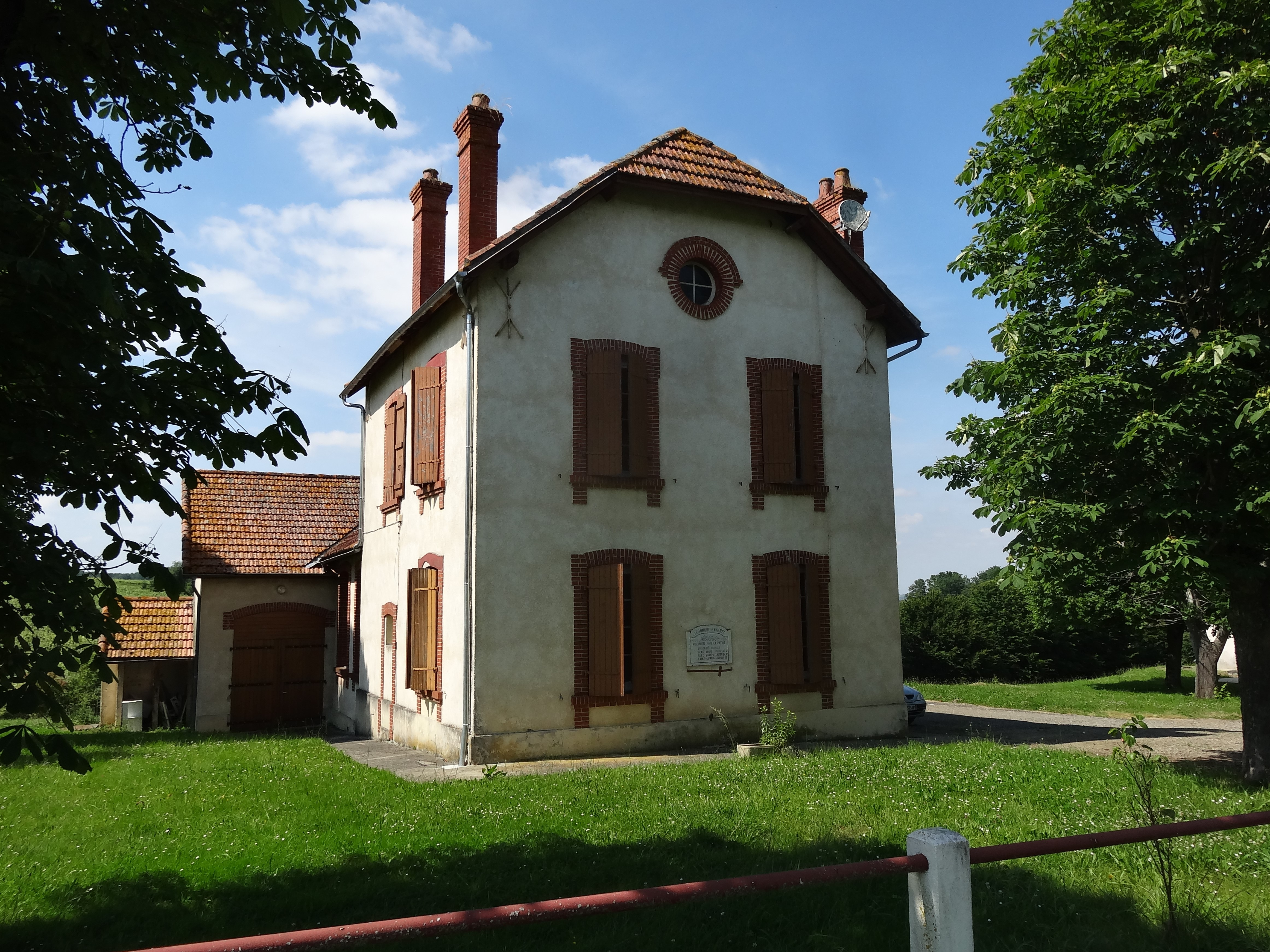
La mairie.

### Liste des maires
| Période                                  | Période  | Identité           | Étiquette | Qualité     |
| ---------------------------------------- | -------- | ------------------ | --------- | ----------- |
| avant 1981                               | ?        | Maurice Puilo      | PS        |             |
| 2001                                     | 2008     | Pierrette Charrier | DVD       |             |
| 2008                                     | En cours | René Castets       | DVD       | Agriculteur |
| Les données manquantes sont à compléter. |          |                    |           |             |

## Population et société

### Démographie
L'évolution du nombre d'habitants est connue à travers les recensements de la population effectués dans la commune depuis 1793. Pour les communes de moins de 10 000 habitants, une enquête de recensement portant sur toute la population est réalisée tous les cinq ans, les populations de référence des années intermédiaires étant quant à elles estimées par interpolation ou extrapolation. Pour la commune, le premier recensement exhaustif entrant dans le cadre du nouveau dispositif a été réalisé en 2004.

En 2016, la commune comptait 55 habitants, en stagnation par rapport à 2010 (Gers : +1,04 %, France hors Mayotte : +2,11 %).
| 1793 | 1800 | 1806 | 1821 | 1831 | 1841 | 1846 | 1851 | 1856 |
| ---- | ---- | ---- | ---- | ---- | ---- | ---- | ---- | ---- |
| 173  | 334  | 183  | 182  | 217  | 265  | 277  | 278  | 275  |

| 1861 | 1866 | 1872 | 1876 | 1881 | 1886 | 1891 | 1896 | 1901 |
| ---- | ---- | ---- | ---- | ---- | ---- | ---- | ---- | ---- |
| 268  | 189  | 162  | 173  | 214  | 195  | 203  | 202  | 168  |

| 1906 | 1911 | 1921 | 1926 | 1931 | 1936 | 1946 | 1954 | 1962 |
| ---- | ---- | ---- | ---- | ---- | ---- | ---- | ---- | ---- |
| 164  | 140  | 121  | 127  | 101  | 122  | 96   | 89   | 91   |

| 1968 | 1975 | 1982 | 1990 | 1999 | 2004 | 2006 | 2009 | 2014 |
| ---- | ---- | ---- | ---- | ---- | ---- | ---- | ---- | ---- |
| 67   | 63   | 58   | 53   | 55   | 59   | 52   | 56   | 53   |

| 2016 | - | - | - | - | - | - | - | - |
| ---- | - | - | - | - | - | - | - | - |
| 55   | - | - | - | - | - | - | - | - |

## Économie
La commune fait partie des zones d'appellation d'origine contrôlée (AOC) du madiran, du pacherenc-du-vic-bilh et du béarn.

Vignobles à Cannet
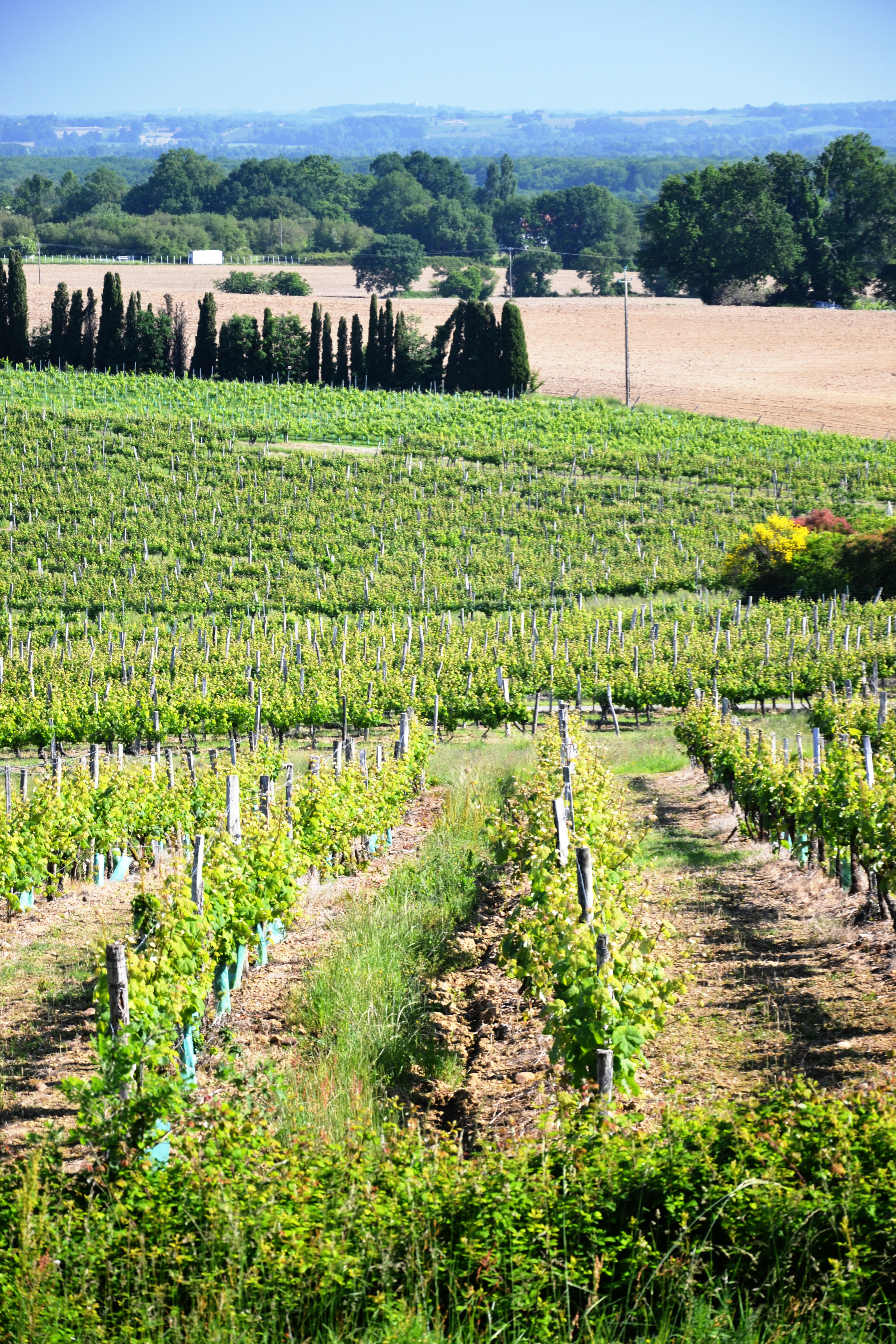
Vignoble de l'AOC Béarn.
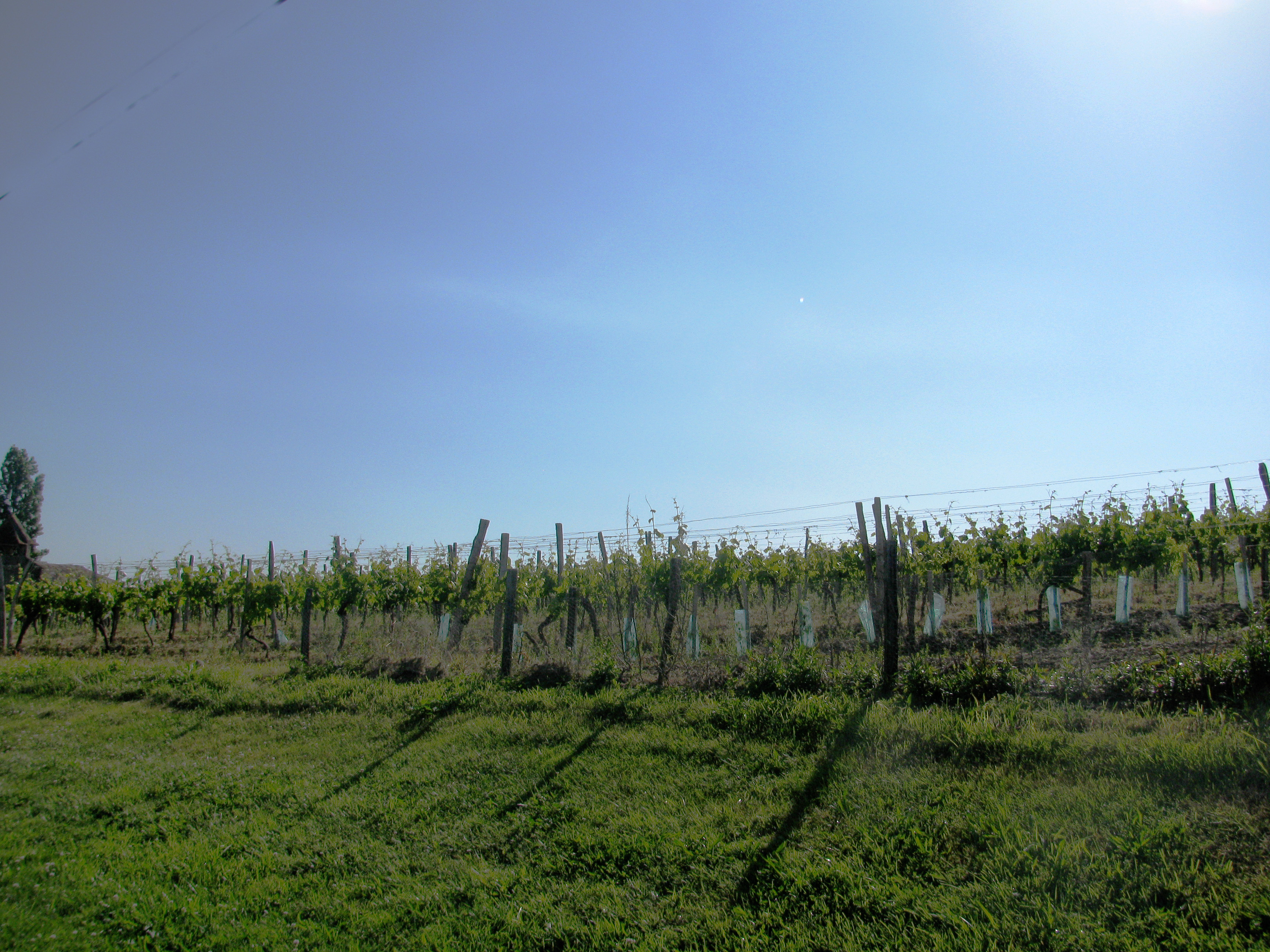
Vignes de l'AOC Pacherenc-du-vic-bilh.
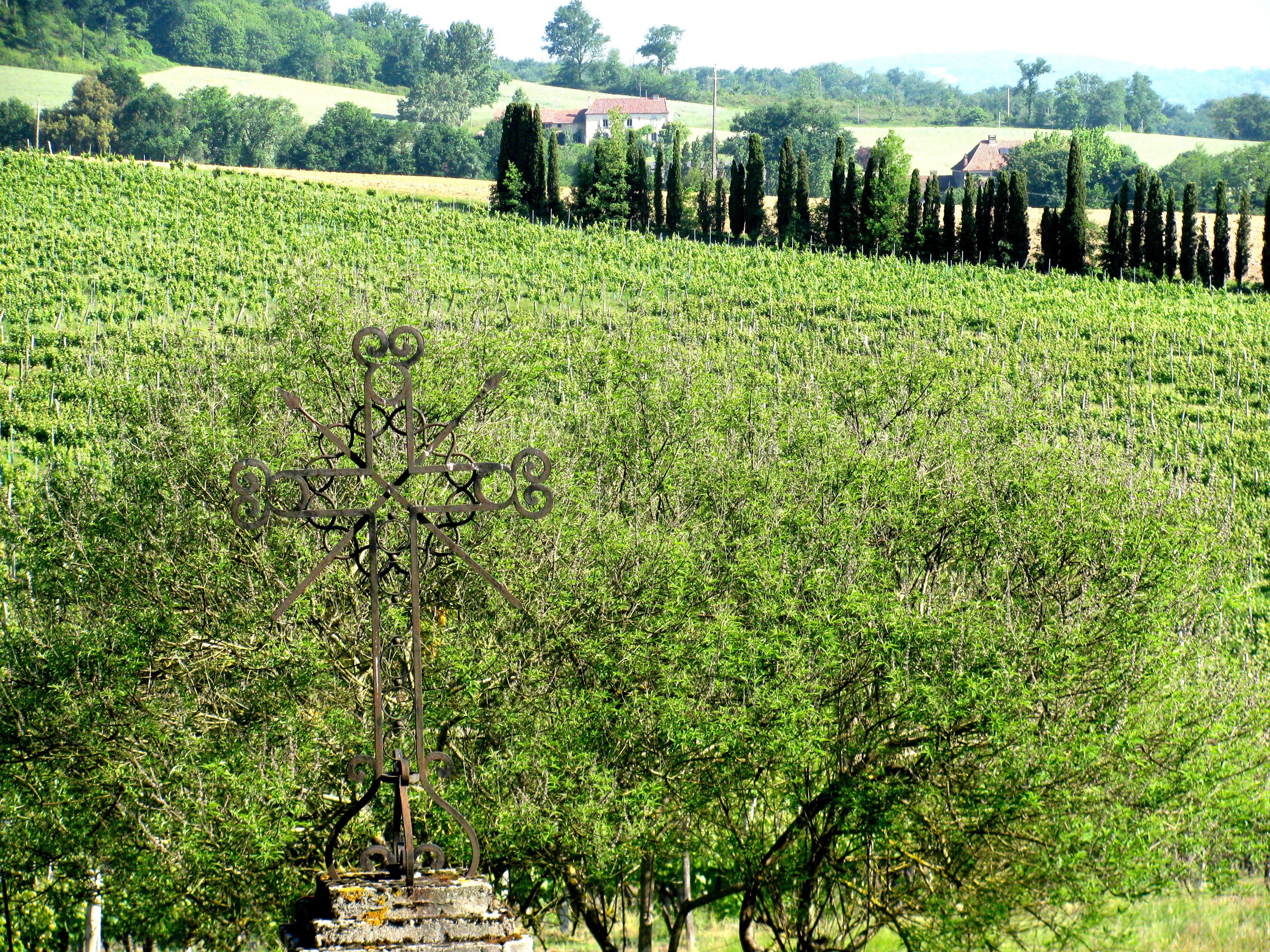
Vignoble de l'AOC Madiran.
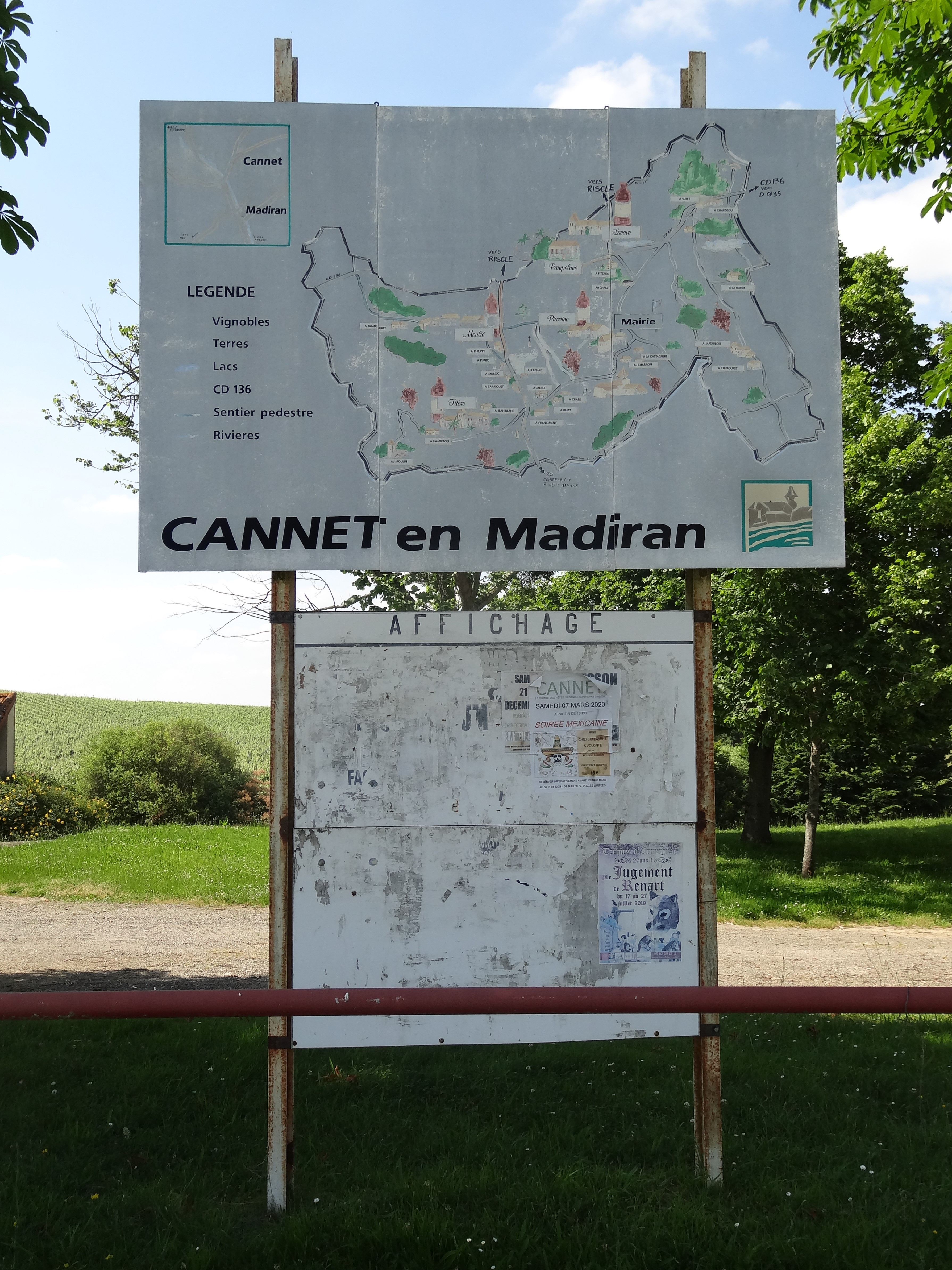
Panneau d'information.

## Culture locale et patrimoine

### Lieux et monuments
- L'église Saint-Étienne est un édifice roman du XIIe siècle.

L'église Saint-Étienne
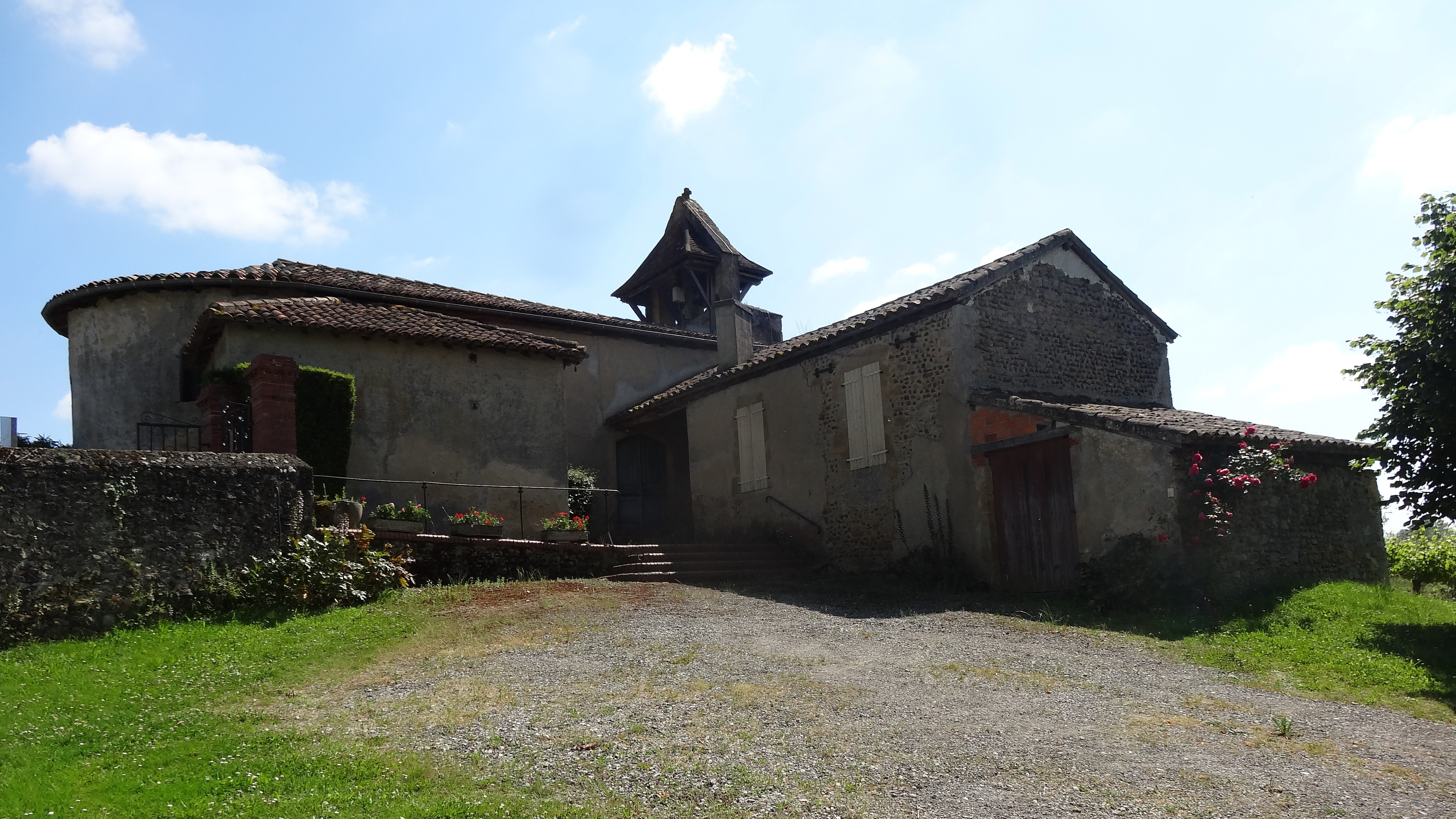
L'église en 2020.
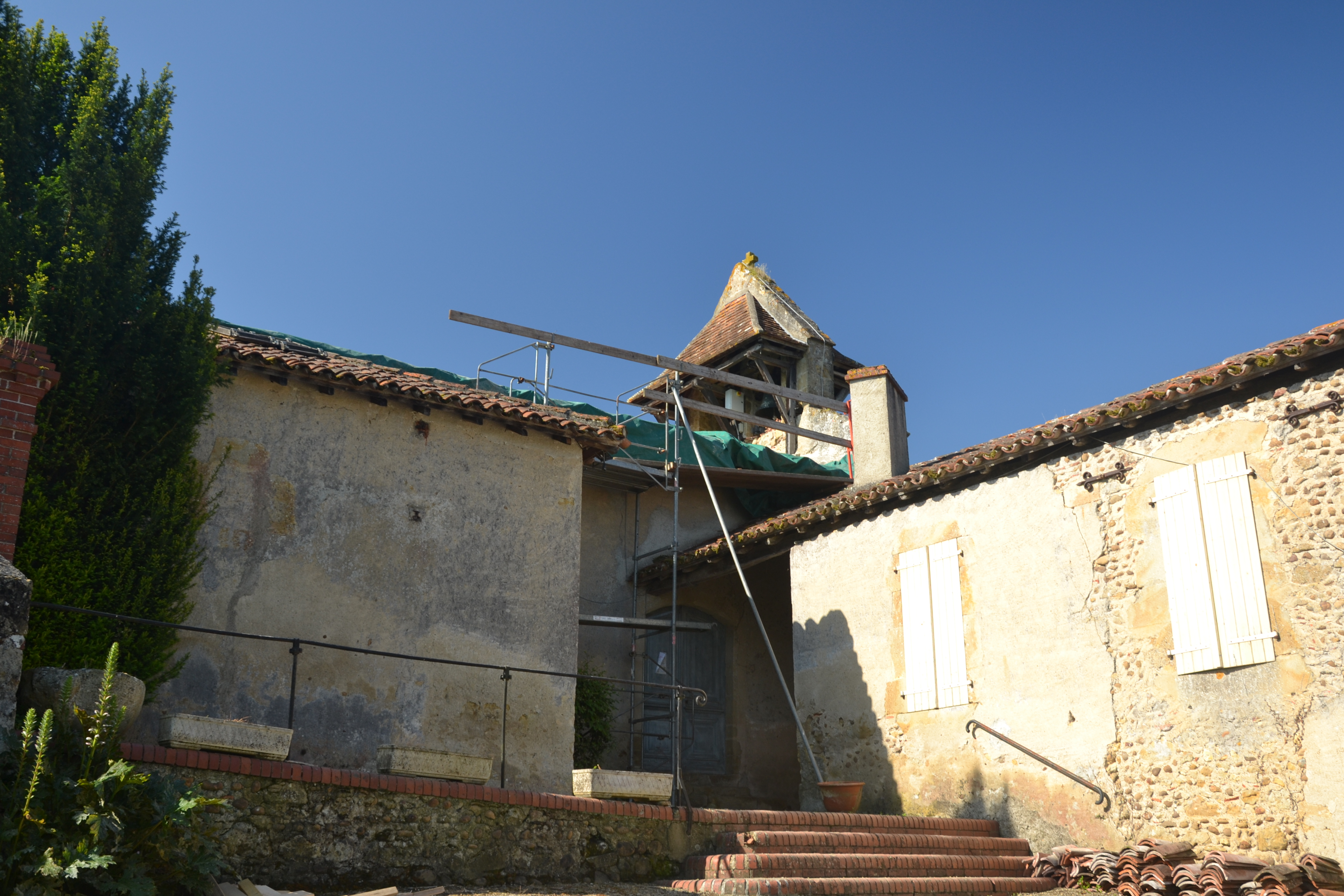
Restauration en cours en 2015.
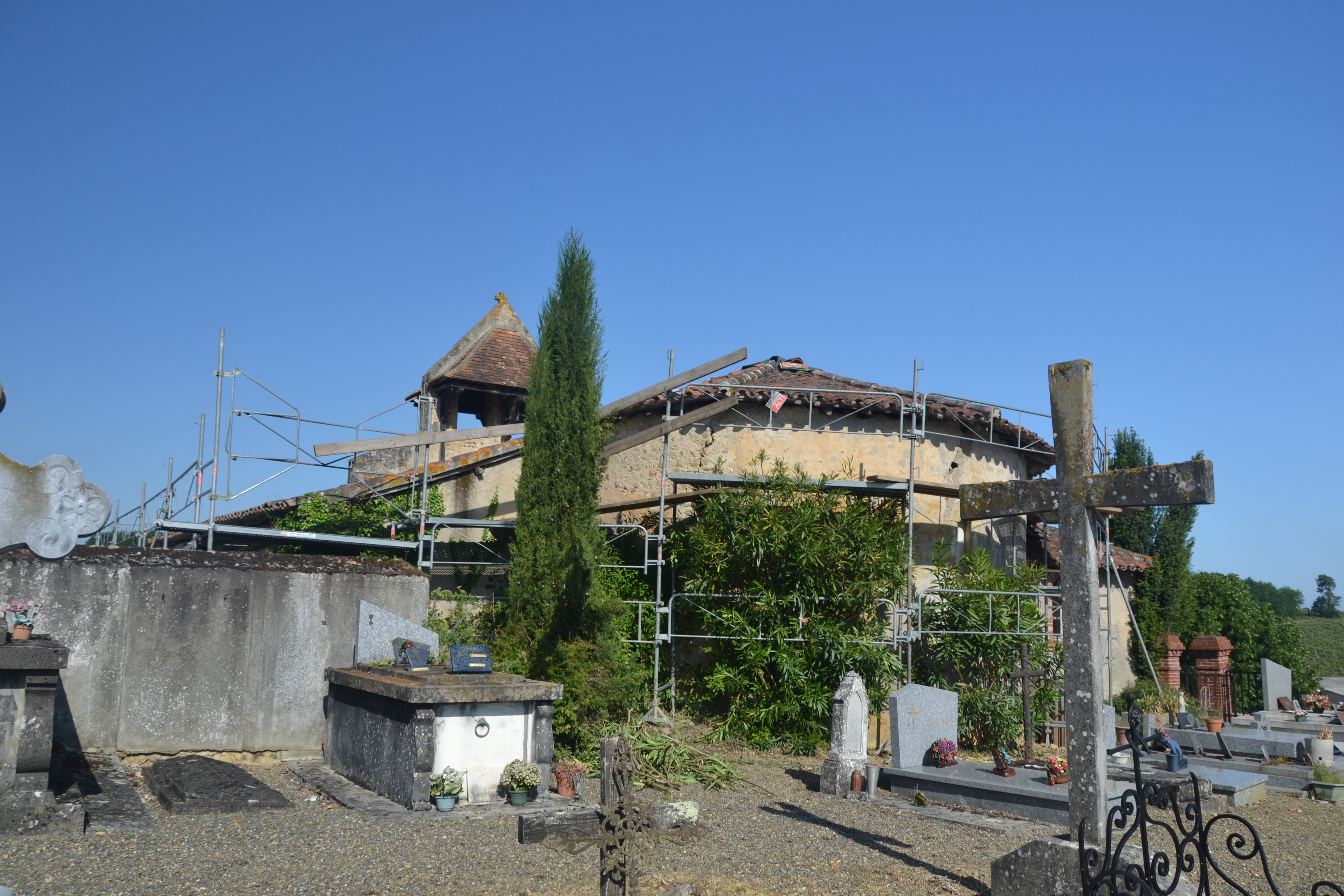
Le chevet de l'église et le cimetière adjacent.
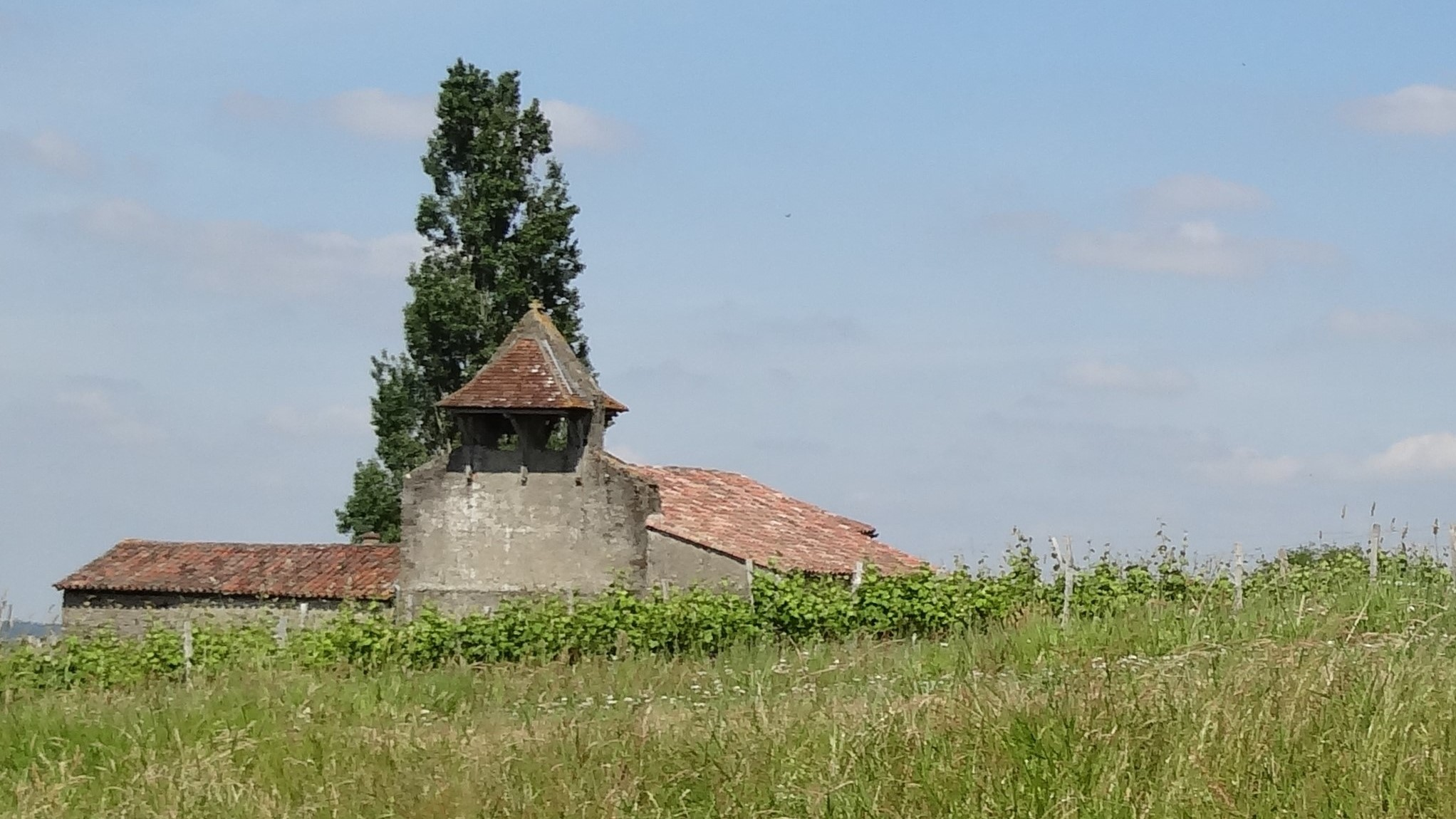
L'église excentrée du bourg est entourée de vignes.

Autres lieux et monuments
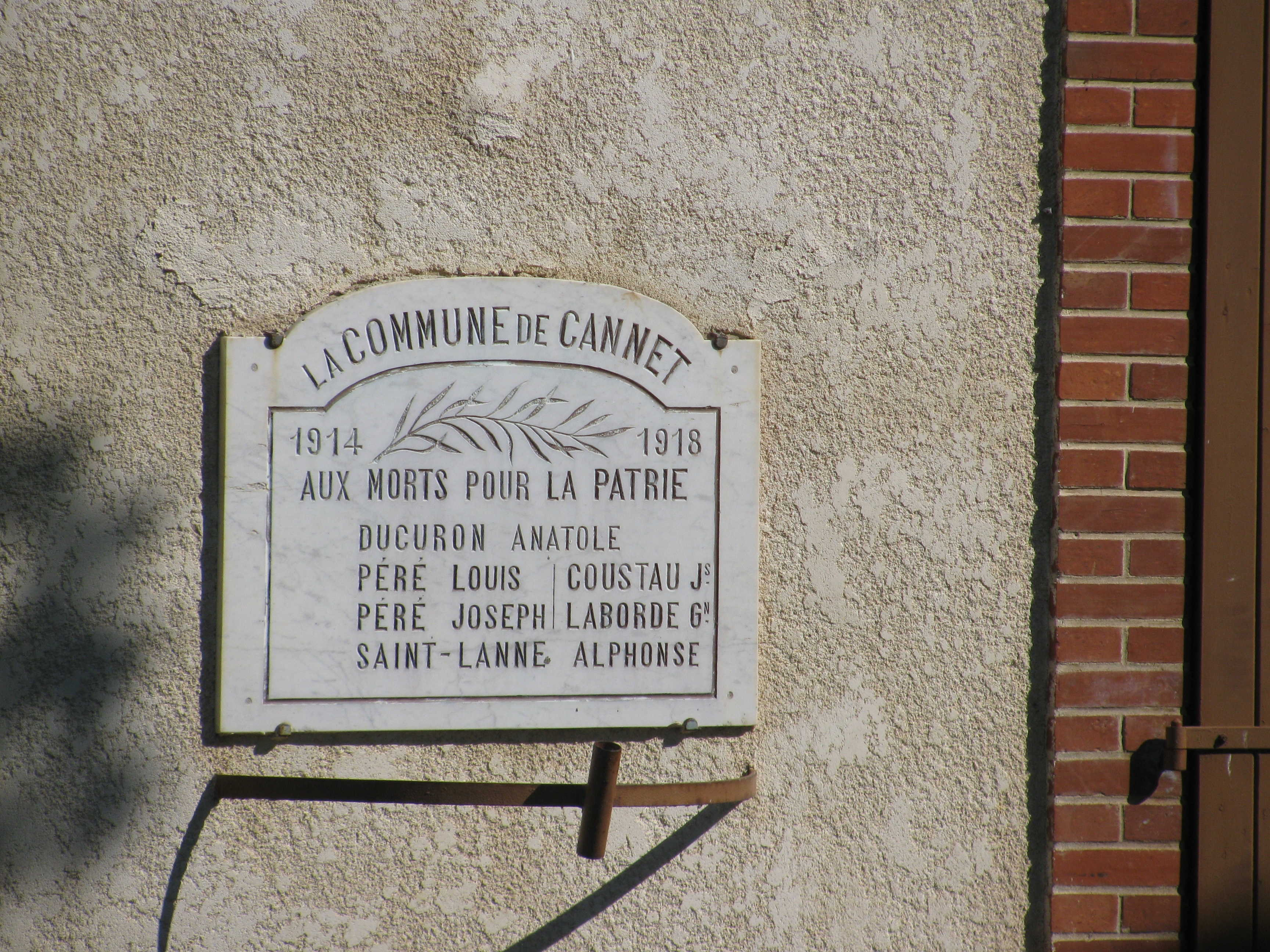
Le monument aux morts.
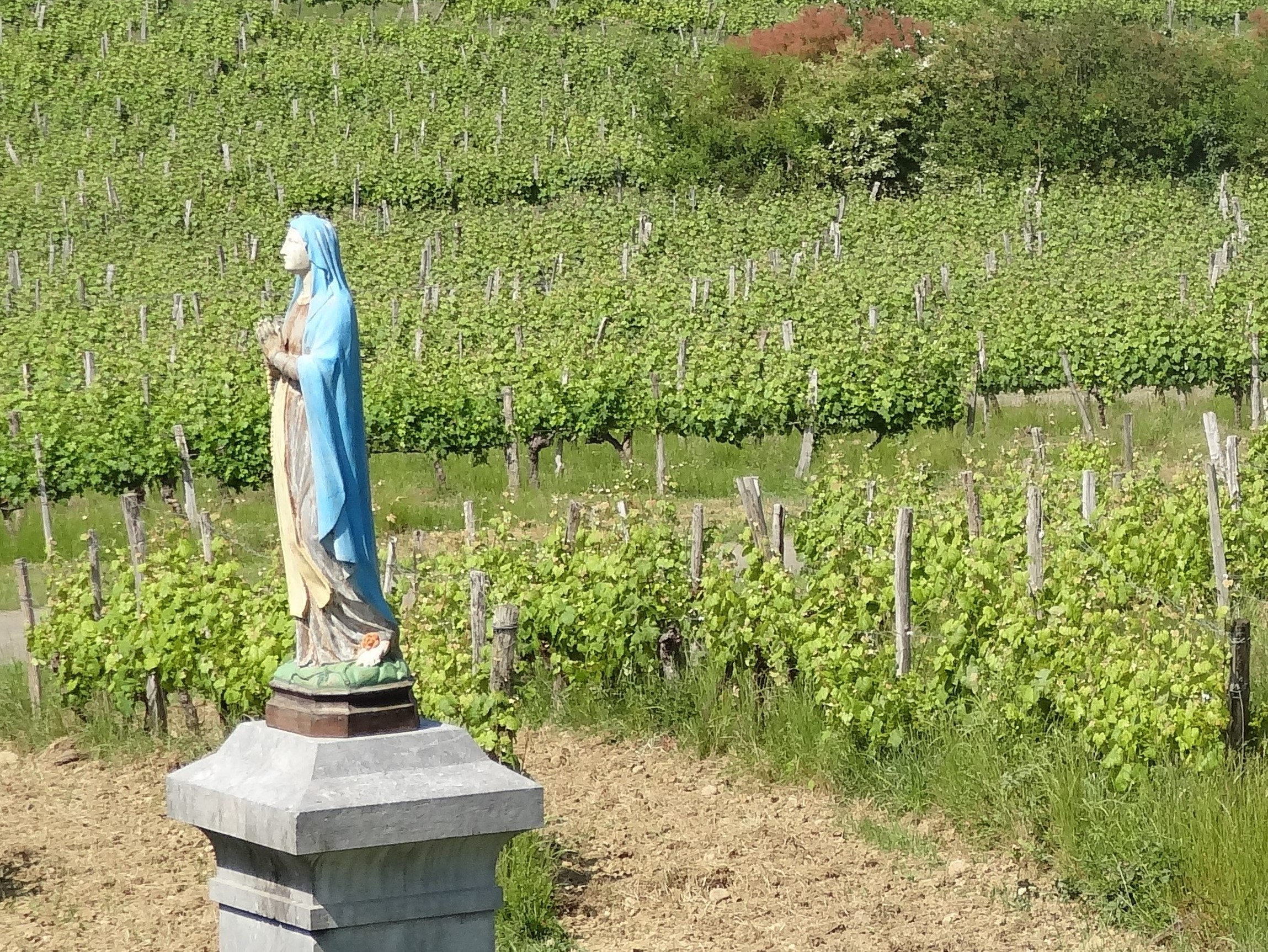
Statue de la Vierge Marie.
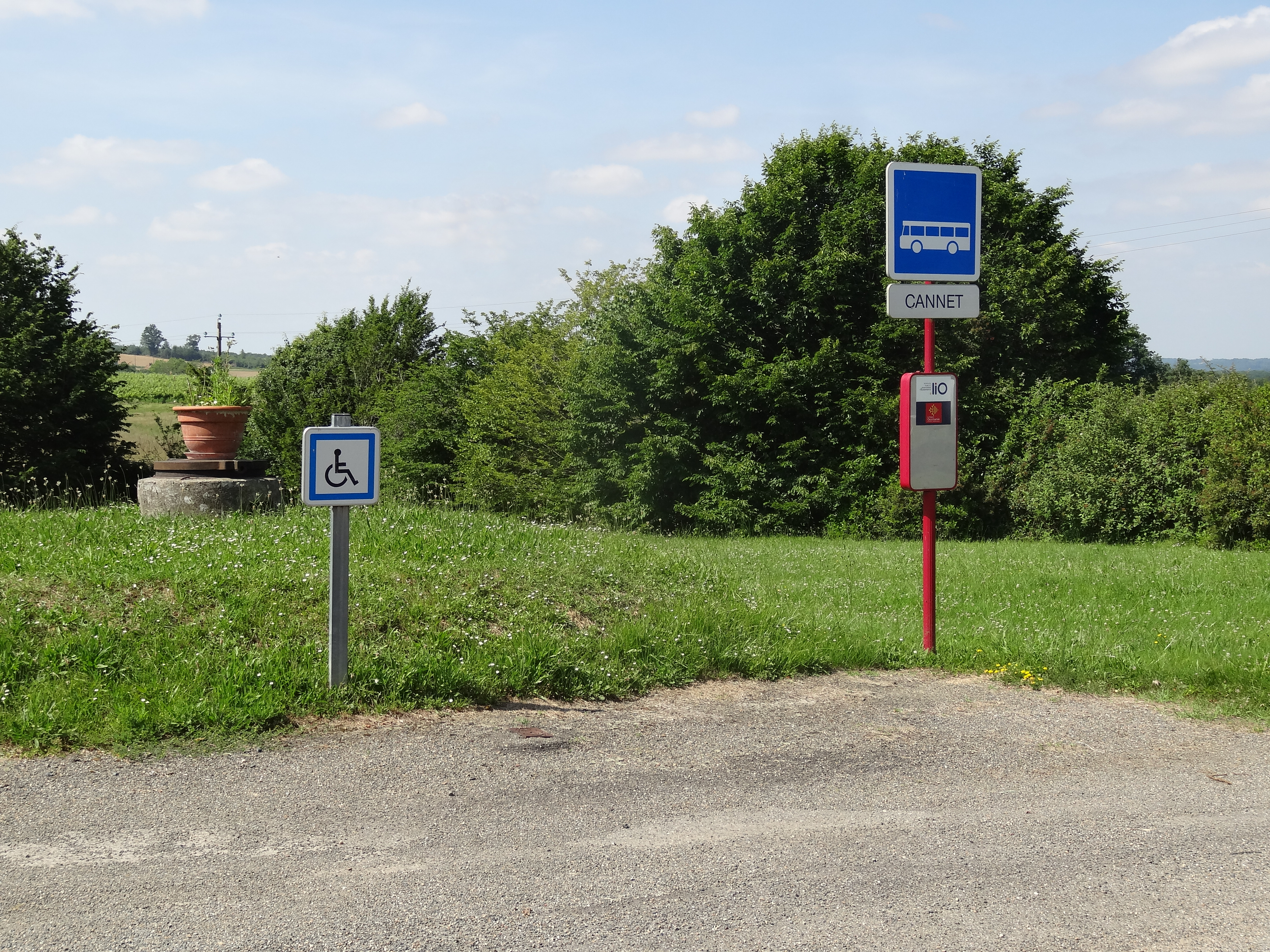
Arrêt de bus.